# Onomàstica
L'onomàstica és la part de la lingüística que estudia els noms propis, és a dir, els no comuns.
L'onomàstica se subdivideix en la toponímia, que estudia els noms propis d'elements geogràfics, i l'antroponímia, que estudia els noms propis de persona. A aquestes dues grans disciplines, se n'hi afageixen altres que estudien noms que queden fora d'aquestes dues branques principals, com ara l'estudi dels noms dels animals (la zoonímia), l'estudi dels noms propis de les obres d'art, etc.